# Heterochaenia rivalsii
Heterochaenia rivalsii är en klockväxtart som beskrevs av Badré och Thérésien Cadet. Heterochaenia rivalsii ingår i släktet Heterochaenia och familjen klockväxter.
Artens utbredningsområde är Réunion. Inga underarter finns listade i Catalogue of Life.

## Bildgalleri

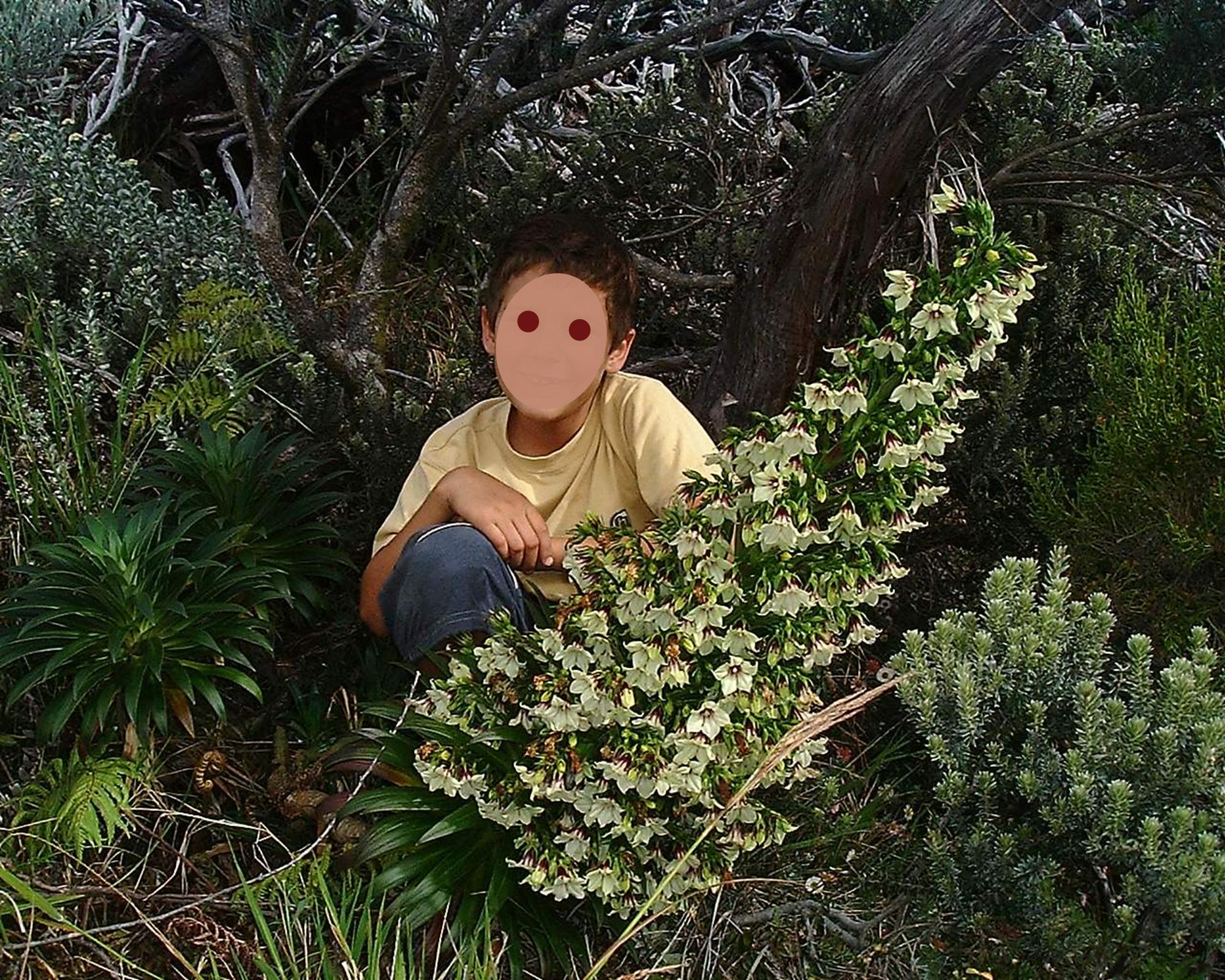
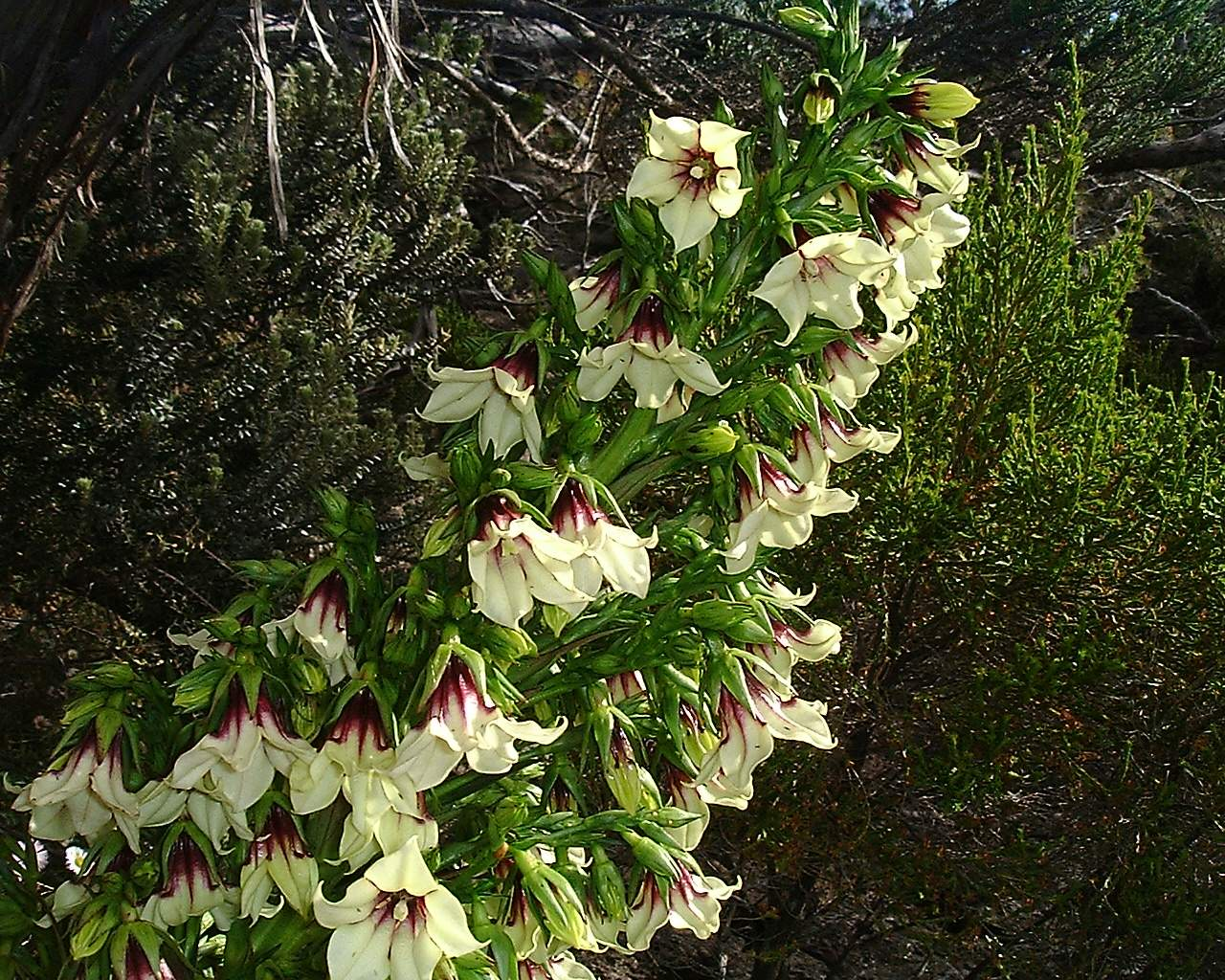
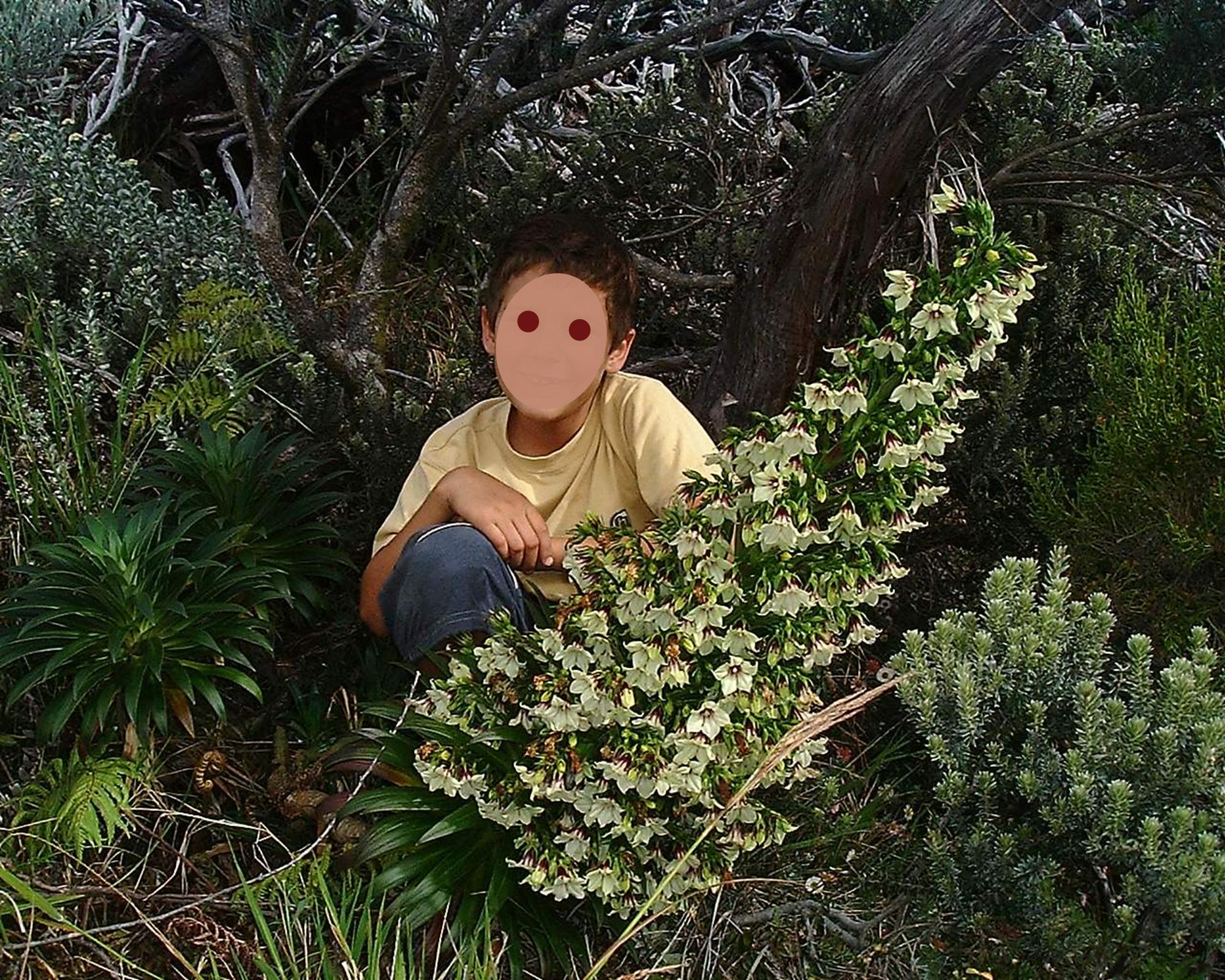